# ژاک بوهی
ژاک بوهی (انگلیسی: Jacques Bohée; ۱۶ اوت ۱۹۲۹ – ۱۷ مارس ۱۹۷۷) بازیکن فوتبال اهل فرانسه بود.
از باشگاه‌هایی که در آن بازی کرده‌است می‌توان به باشگاه فوتبال ستاره سرخ اشاره کرد.